# 高橋克仁
高橋 克仁（たかはし かつひと、1958年 - ）は日本の医師、医学者、医学博士。

## 現職
- 亀田総合病院　肉腫科部長　肉腫総合治療センター長
- 一般社団法人　日本肉腫学会　理事長
- 日本肉腫学会認定指導医・認定専門医
- 日本内科学会認定内科医
- 日本癌学会 元評議員
- 日本癌治療学会会員
- 日本臨床腫瘍学会
- American Society of Clinical Oncology (ASCO)会員

## 概要
内科医で肉腫専門医。
がんの中で、癌に含まれない希少がんである肉腫の医療を集約的に行っている。米国ハーバード大学ボストン小児病院フェロー、大阪府立成人病センター（現大阪国際がんセンター）部長、国際医療福祉大学三田病院教授肉腫センター長を経て現職。カルポニン（calponin）という平滑筋マーカー遺伝子を1988年、発見し命名した。